# مضاد تكتل
مضاد تكتل هي عبارة عن مواد تعمل علي تعديل اتصال الجزيئات للمسحوق وتضاف لمنع مشكلة الكتل اللزجة الجزيئات لامتصاصها الماء عن طريق تكثيف الرطوبة الزائدة وتقوم بعملية تصحيح لانسياب وتدفق المساحيق.
وفي حالة عدم إضافة تلك المواد تصبح المساحيق عديمة التدفق أو يكون تدفقها غير متساوٍ، وينتجُ عن ذلك عدم التوزيع المنتظم عند الاستخدام.
وهي تستخدم في مختلف المجالات بما في ذلك : مساحيق الحليب والقشدة، مساحيق (البن -الكاكاو - الشاي - القهوة )، الجبن المبشور، مسحوق السكر، مسحوق الخبز، خلطات الكيك، مساحيق الشوربة الفورية، شراب الشيكولاتة، ملح الطعام، الأسمدة، مستحضرات التجميل، المنظفات الصناعية.
في أوروبا، تعدُّ مضادات التكتل فيروسيانيد الصوديوم (535) وفيرو سيانيد البوتاسيوم (536) الأكثر شيوعا في ملح الطعام.
كما تستعمل مضادات التكتل «الطبيعية» في ملح الطعام مرتفع الثمن، والذي يشتمل كربونات الكالسيوم وكربونات المغنسيوم.

## لائحة مضادات التكتل
تستخدم مضادات التكتل على نطاق واسع في الأغذية، وتعتبر كمضافات غذائية، أشهرها أملاح السيليكات.
وهذه لائحة شاملة :
- E500 كربونات الصوديوم
- E501 كربونات البوتاسيوم
- E503 كربونات الأمونيوم
- E503 بيكربونات الأمونيوم
- E504 كربونات المغنسيوم
- E535 فيروسيانيد الصوديوم
- E536 فيرو سيانيد البوتاسيوم
- E538 فيروسيانيد الكالسيوم
- E551 ثنائي أكسيد السيليكون
- E552 سيليكات الكالسيوم
- E553 سيليكات المغنيسيوم
- E553 التلك
- E554 سيليكات الألومنيوم الصوديوم
- E555 سيليكات الألومنيوم البوتاسيوم
- E556 سيليكات الألومنيوم الكالسيوم
- E557 سيليكات الزنك
- E558 بنتونيت
- E559 سيليكات الألومنيوم
- E570 حمض الشمع